# Liste der Straßen und Plätze in Buchenbühl

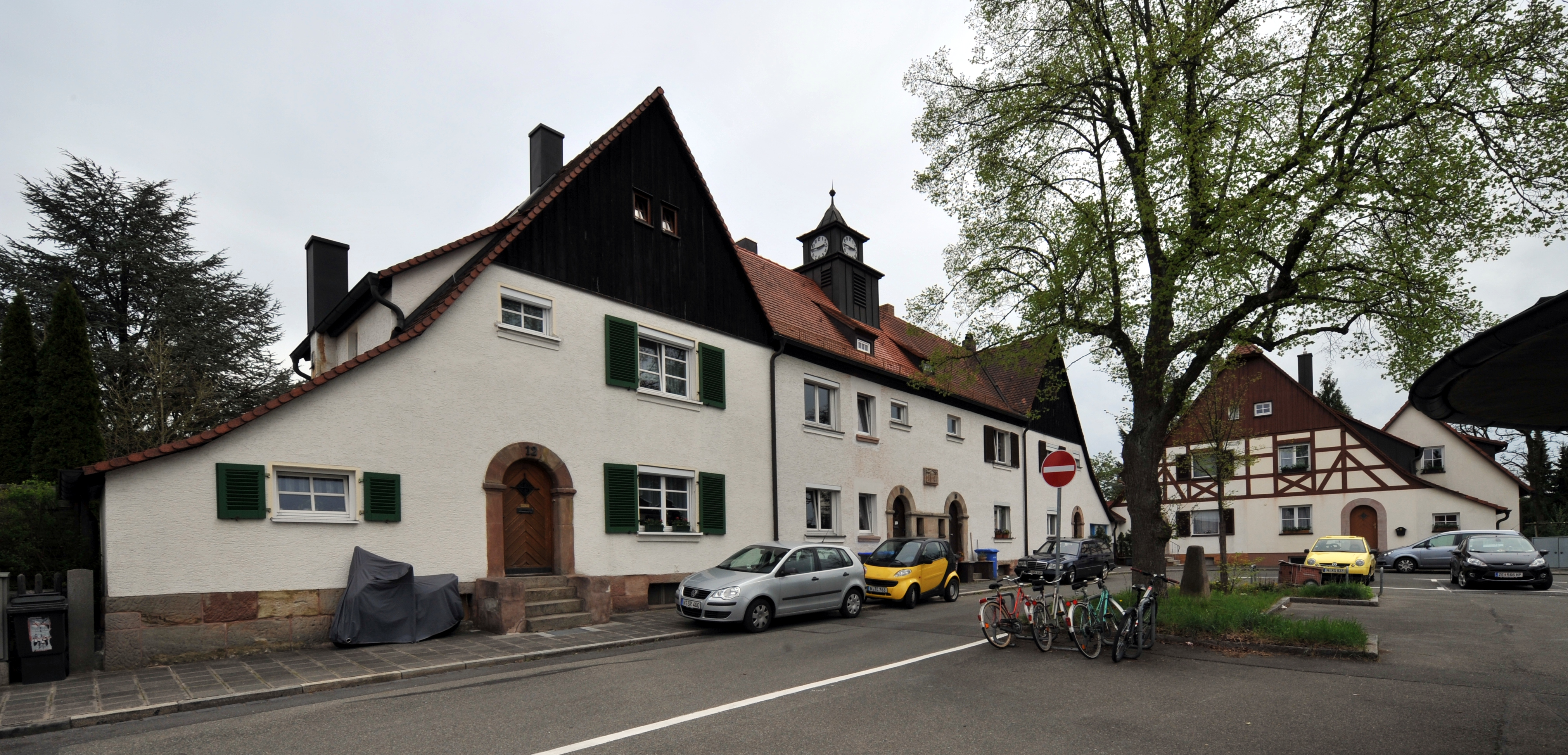
Am Paulusstein

In dieser Liste sind die Straßen und Plätze in Buchenbühl aufgeführt. Buchenbühl ist ein Stadtteil der fränkischen Stadt Nürnberg. Er entstand ab 1919.
Die Liste besteht aus drei Spalten. In der ersten Spalte sind Name und Lage erfasst, diese Spalte ist sortierbar. In der zweiten Spalte sind Informationen zur Straße aufgeführt wie Verlauf, wichtige Bebauung, Namensherkunft und gegebenenfalls geschichtliche Informationen zur Straßen. Der Verlauf der Straßen ist ausgehend vom ursprünglichen Siedlungsmittelpunkt Am Paulusstein hin zur Peripherie beschrieben. Ausnahme bildet die Kalchreuther Straße, die von Süden von Nürnberg kommend nach Norden beschrieben ist. Die dritte Spalte enthält ein Foto der Straße sowie den Links zu weiteren Fotos und zum Wikidata-Objekt.
Nördlich der Siedlung verläuft die A 3, diese ist nicht in der Liste aufgenommen.

## Straßen und Plätze
| Name/Lage                  | Anmerkungen | Bild                       |
| -------------------------- | --- | -------------------------- |
| Am Paulusstein (Lage)      | - benannt nach einem Flurnamen - Standort des denkmalgeschützten Paulussteins - zentraler Platz in Buchenbühl - von Nord nach Süd mit Kalchreuther Straße verbunden; im Osten Zum Froschbrücklein einmündend, im Westen Zum Felsenkeller einmündend | weitere Bilder \| Wikidata |
| Am Reichsforst (Lage)      | - benannt nach dem angrenzenden Sebalder Reichswald - verläuft als südliche Parallelstraße der Waldherrenstraße mit Verbindungen zu dieser nach Norden | weitere Bilder \| Wikidata |
| Am Schwedenbrunnen (Lage)  | - alter Flurname im Forstgebiet Ziegelstein - verläuft von der Kalchreuther Straße nach Osten bis zur Straße Zum Froschbrücklein | weitere Bilder \| Wikidata |
| Baiersdorfer Straße (Lage) | - benannt nach Baiersdorf - führt vom Märzenweg in südwestlicher Richtung zur Straße Zum Felsenkeller (unbeschrankter Bahnübergang für Fußgänger); von Nordwesten kommende Einmündungen des Nuschelbergwegs und Strahlenfelswegs; verläuft parallel zur Gräfenbergbahn - denkmalgeschützte Himmelfahrtskirche in Nr. 8/10 | weitere Bilder \| Wikidata |
| Buchenbühler Weg (Lage)    | - Weg von Ziegelstein nach Buchenbühl - verläuft östlich des Ortskerns in Nord-Süd-Richtung und nach Süden als Feldweg weiter nach Ziegelstein; westliche Einmündungen der Straßen Zum Steinbruch und Fuchsweg - nördlich der Brücke über die A3 Verlauf als Fußweg auf den Buchenbühl | weitere Bilder \| Wikidata |
| Ehrenbürgweg (Lage)        | - benannt nach der Ehrenbürg - verläuft in südlicher Richtung vom Märzenweg aus, geht in Rathsbergstraße über; östliche Einmündungen des Ohrwaschelwegs und des Strahlenfelswegs | weitere Bilder \| Wikidata |
| Fuchsweg (Lage)            | - benannt nach dem ehemaligen Waldteil „Fuchsloch“ nahe Buchenbühl - Verlauf von der Kalchreuther Straße nach Nordosten, später Verlauf nach Osten zum Buchenbühler Weg; quert Vollandstraße und Hermann-Löns-Straße | weitere Bilder \| Wikidata |
| Greifensteinweg (Lage)     | - Benannt nach einem Berg in der fränkischen Schweiz (Schloss Greifenstein) - verläuft vom Wildenfelsweg von West nach Osten parallel zum Rabensteinweg; Einmündung nach Süden in den Rabensteinweg | weitere Bilder \| Wikidata |
| Hahnenbalz (Lage)          | - benannt nach einer Waldgemarkung bei Buchenbühl, wo um 1895 der Birkhahn noch häufig, der Auerhahn vereinzelt auftrat. - Industriegebiet mit Holzwerk - zweigt nördlich der A3 nach Norden von der Kalchreuther Straße ab | weitere Bilder \| Wikidata |
| Hermann-Löns-Straße (Lage) | - benannt nach dem Dichter Hermann Löns - verläuft in nordöstlicher Richtung von der Kalchreuther Straße zur Straße Zum Steinbruch; westlich der Kalchreuther Straße liegt in der Verlängerung die Waldherrenstraße; verläuft mit dieser von West nach Ost als Bogen südlich der Ortsmitte; quert Vollandstraße und Fuchsweg - bebaut mit der katholische Maria-Hilf-Kirche | weitere Bilder \| Wikidata |
| Igensdorfer Straße (Lage)  | - benannt nach Igensdorf - verläuft in einem spitzen Bogen vom Märzenweg nach Südwesten | weitere Bilder \| Wikidata |
| Kahlbergweg (Lage)         | - benannt nach einem 312 m hohen Hügel bei Kalchreuth - verläuft vom Strahlenfelsweg nach Norden zum Ohrwaschelweg | weitere Bilder \| Wikidata |
| Kalchreuther Straße (Lage) | - benannt nach Kalchreuth - Nord-Süd-Achse des Ortes - verläuft vom Bahnübergang der Gräfenbergbahn am Buchenbühler Weg als Verlängerung der Ziegelsteinstraße durch Buchenbühl und nördlich der Bundesautobahn A3 außerhalb des Ortsgebiets von Nürnberg als Loeschweg weiter nach Kalchreuth - westliche Einmündungen der Waldherrenstraße, Zum Felsenkeller und des Märzenwegs; östliche Einmündung des Buchenbühler Weges und der Straßen Hermann-Löns-Straße, Fuchsweg, Zum Froschbrücklein (im Bereich des Platzes Am Paulusstein) und Am Schwedenbrunnen; nördliche Einmündung des Hahnenbalz - Grundschule - denkmalgeschützte Gaststätte „Saalbau“ in Nr. 125 | weitere Bilder \| Wikidata |
| Märzenweg (Lage)           | - Zur Erinnerung an die im März 1919 begonnenen Arbeiten für die Siedlung Buchenbühl - verläuft in nordwestlicher Richtung von der Kalchreuther Straße zum Wildenfelsweg; im Südwesten zwei Einmündungen der Igensdorfer Straße, Baiersdorfer Straße, Wichsensteinweg; südliche Einmündungen des Nuschelbergwegs und des Ehrenbürgwegs - wird von der Gräfenbergbahn gekreuzt, bis 1983 Haltepunkt an der Kreuzung | weitere Bilder \| Wikidata |
| Nuschelbergweg (Lage)      | - benannt nach Nuschelberg - verläuft von der Baiersdorfer Straße nach Norden zum Märzenweg; quert den Ohrwaschelweg | weitere Bilder \| Wikidata |
| Ohrwaschelweg (Lage)       | - benannt nach einem zwischen 1600 und 1912 betriebenen Steinbruch im Tennenloher Forst - verläuft von der Baiersdorfer Straße nach Westen zum Ehrenbürgweg; quert den Nuschelbergweg; nördliche Einmündung des Wichsensteinwegs, südliche Einmündung des Kahlbergwegs | weitere Bilder \| Wikidata |
| Rabensteinweg (Lage)       | - benannt nach einem Berg in der fränkischen Schweiz (Burg Rabenstein) - verläuft vom Wildenfelsweg von West nach Osten parallel zwischen Greifensteinweg und Märzenweg; Einmündung nach Süden in den Märzenweg | weitere Bilder \| Wikidata |
| Rathsbergstraße (Lage)     | - benannt nach dem Höhenzug Rathsberg - Verlängerung des Ehrenbürgwegs; führt nach Ziegelstein liegt teilweise in Ziegelstein - denkmalgeschütztes Jugendhotel in der Nr. 300 | weitere Bilder \| Wikidata |
| Strahlenfelsweg (Lage)     | - benannt nach dem Burgstall Strahlenfels - verläuft in nordwestlicher Richtung von der Baiersdorfer Straße zum Ehrenbürgweg; nördliche Einmündung des Kahlbergwegs | weitere Bilder \| Wikidata |
| Vollandstraße (Lage)       | - benannt nach Hermann Volland, ältester bekannter Forstamtmann des Sebalder Reichswalds (14. Jh.) - Ehemaliger Betsaal und heutiger evangelischer Waldkindergarten - verläuft in südöstlicher Richtung von der Straße Zum Froschbrücklein zur Hermann-Löns-Straße, quert den Fuchsweg | weitere Bilder \| Wikidata |
| Waldamtstraße (Lage)       | - benannt den Waldämtern des Nürnberger Reichswaldes (St. Lorenz und St. Sebald) - verläuft als nach Süden gewinkelte Straße parallel zur Straße Zum Felsenkeller von West nach Ost, quert die Waldherrenstraße winkelt nach Süden erneut zur Waldherrenstraße ab | weitere Bilder \| Wikidata |
| Waldherrenstraße (Lage)    | - benannt nach dem Ausschuss der Waldherren des Reichsstädtischen Rats - verläuft in nordwestlicher Richtung von der Kalchreuther Straße zur Straße Zum Felsenkeller; westlich der Kalchreuther Straße liegt in der Verlängerung die Hermann-Löns-Straße; verläuft mit dieser von West nach Ost als Bogen südlich der Ortsmitte; zwei Einmündungen der Waldamtstraße im Norden und Osten sowie zwei Einmündungen der Straße Am Reichsforst im Süden | weitere Bilder \| Wikidata |
| Wichsensteinweg (Lage)     | - benannt nach dem mit 578 m dritthöchsten Punkt der fränkischen Schweiz (Wichsenstein) - verläuft von Ohrwaschelweg nach Norden zum Märzenweg | weitere Bilder \| Wikidata |
| Wildenfelsweg (Lage)       | - benannt nach einem Berg im Nürnberger Land (Wildenfels) - verläuft vom Greifensteinweg von Norden nach Süden zum Märzenweg; Abzweig nach Westen zum Sportplatz | weitere Bilder \| Wikidata |
| Zum Felsenkeller (Lage)    | - benannt nach einem dort befindlichen Felsenkeller - verläuft vom Platz Am Paulusstein nach Westen über einen unbeschrankten Bahnübergang für Fußgänger bis zur Baiersdorfer Straße; südliche Einmündung der Waldherrenstraße | weitere Bilder \| Wikidata |
| Zum Froschbrücklein (Lage) | - benannt nach einem ehemaligen Waldteil bei Buchenbühl - verläuft vom Platz Am Paulusstein nach Nordosten zum Wiesengelände des Kleintierzuchtvereins Buchenbühl; südöstliche Einmündung der Vollandstraße und der Straße Zum Steinbruch; nordwestliche Einmündung der Straße Am Schwedenbrunnen - im nordöstlichen Bereich denkmalgeschützte Brücke über den Kothbrunngraben | weitere Bilder \| Wikidata |
| Zum Steinbruch (Lage)      | - benannt nach einem ehemaligen Steinbruch, der jetzt mit Bombenschutt gefüllt ist - verläuft in östlicher Richtung von Zum Froschbrücklein zum Buchenbühler Weg; südliche Einmündung der Hermann-Löns-Straße | weitere Bilder \| Wikidata |